# Ormosia tricornis
Ormosia tricornis är en tvåvingeart som beskrevs av Alexander 1949. Ormosia tricornis ingår i släktet Ormosia och familjen småharkrankar. Inga underarter finns listade i Catalogue of Life.